# Les Amants diaboliques
Pour les articles homonymes, voir Les Amants et Obsession.
Pour plus de détails, voir Fiche technique et Distribution.
Les Amants diaboliques (Ossessione) est un film italien réalisé par Luchino Visconti, sorti en 1943.
Ossessione est communément considéré comme le premier film du courant néo-réaliste. qui rompt avec la période des téléphones blancs de l'Italie fasciste.

## Synopsis
Gino, un beau jeune homme mécanicien mais aussi un chômeur vagabond, s'arrête dans un café-garage-station-essence au bord de la route pour y manger. La cuisinière de cette auberge, nommée Giovanna, est aussi la jeune épouse de Bragana, le patron de la trattoria, un homme riche, rustre et bedonnant. Entre Gino et Giovanna, c'est le coup de foudre. La jeune femme, éprise, imagine un stratagème pour le garder auprès d'elle : elle fait croire à son mari qu'il n'a pas payé le repas. Gino, en guise d'arrangement, propose alors son aide pour réparer le véhicule de Bragana. Le soir même Giovanna et Gino sont amants. 
Gino propose à Giovanna de partir avec elle mais, par peur de retomber dans la misère qu'elle a connue autrefois, elle décide de retourner auprès de son mari, laissant Gino continuer sa route. Gino va à Ancône et rêve de s'embarquer sur un navire. Sur son chemin, Gino rencontre l'Espagnol, qui lui paie sa place de train.
Plus tard, Gino retrouve Giovanna et Bragana lors de la foire d'Ancône. Le patron convainc Gino de revenir à l'auberge : sur le trajet du retour les deux amants le tuent et masquent leur crime en feignant un accident. Ce meurtre qui devait les rapprocher les sépare : Gino, pensant que Giovanna s'est servie de lui pour tuer Bragana et ainsi toucher l'argent de l'assurance-vie, part avec une jeune prostituée, Anita (rencontré à Ferrare). 
Mais rapidement, ils se réconcilient, d'autant plus que Giovanna lui annonce sa grossesse et, sachant qu'ils sont surveillés, ils décident de s'enfuir. Alors qu'ils sont sur la route, la voiture dérape et Giovanna est tuée. Gino est arrêté par des policiers.

## Fiche technique
- Titre : Les Amants diaboliques
- Titre original : Ossessione (littéralement : Obsession)
- Réalisation : Luchino Visconti, assisté de Giuseppe De Santis et Antonio Pietrangeli
- Scénario : Luchino Visconti, Mario Alicata, Giuseppe De Santis, Alberto Moravia (non crédité), Gianni Puccini et Antonio Pietrangeli (non crédité), d'après le roman - non crédité - de James M. Cain : Le facteur sonne toujours deux fois
- Musique : Giuseppe Rosati, et Georges Bizet (L'Amour est enfant de Bohême de Carmen, Je crois l'entendre encore des Pêcheurs de perles) et Giuseppe Verdi (extraits de la Traviata et Rigoletto), sous la direction de Fernando Previtali
- Son : Arrigo Usigli, Tommaso Barberini
- Photographie : Domenico Scala, Aldo Tonti
- Opérateur : Gianni Di Venanzo
- Montage : Mario Serandrei
- Décors : Gino Franzi
- Costumes : Maria De Matteis
- Production : Industrie Cinematografiche Italiane
- Pays de production :  Royaume d'Italie
- Langue originale : italien
- Format : noir et blanc - 1,37:1 - son monophonique - 35 mm
- Genre : Drame
- Durée : 140 minutes
- Dates de sortie : 
  - Italie : 16 mai 1943 (première mondiale à Rome)
  - France : 2 octobre 1959
  - États-Unis  : 2 octobre 1976 (Festival du film de New York)
- Affiche : Boris Grinsson (France)

## Distribution
- Clara Calamai : Giovanna Bragana
- Massimo Girotti : Gino Costa
- Dhia Cristiani : Anita
- Elio Marcuzzo : Giuseppe Camoratti dit "Spanio" ou "l'Espagnol"
- Vittorio Duse : le policier
- Michele Riccardini : Don Remigio
- Juan de Landa : Giuseppe Bragana
- Michele Sakara : l'enfant (non crédité)

## Autour du film
Ce premier film de Luchino Visconti est communément considéré comme le premier film du courant néo-réaliste. Le qualificatif de néo-réalisme a été employé pour la première fois en 1943 par le monteur Mario Serandrei, à propos du film. Alors que Visconti travaillait à Ferrare et dans la vallée du Pô à l'achèvement du film, Serandrei commençait à en effectuer le montage à Rome. C'est en visionnant les rushes que Serandrei parla de néo-réalisme : « Je me souviens que les premières séquences qui furent tournées furent celles de l'auberge où Giovanna (Clara Calamai) reste seule parmi les verres sales. Ce fut pour moi une sorte de choc, je lui écrivis aussitôt une lettre [...] où je lui dis que je ne considérais plus le film qu'il faisait comme un simple film mais comme l'emblème d'un nouveau cinéma qui aurait pu s'appeler néo-réalisme. Ce mot qui a servi ensuite à qualifier le mouvement est peut-être né de là. Il est certain qu' Ossessione est le premier film néo-réaliste italien », confiait-il, plus tard, à Giuseppe Ferrara.
D'autre part, Antonio Pietrangeli, un des assistants du réalisateur, écrivit également ceci : « Devant un distributeur d'essence dressé le long de la route comme un poteau frontière, un long travelling à la Renoir s'immobilise. Et soudain par une rupture lyrique, si soudaine qu'elle coupe le souffle, un envol de la caméra sert à introduire royalement un personnage bien à nous, un personnage encore sans visage, avec un maillot démaillé sur sa peau halée, avec l'allure vannée et hésitante d'un homme qui se dérouille les jambes après un long sommeil dans un camion. Comme un chien errant, mais avec une ferme résolution, ce personnage encore sans nom entrait dans l'aventure. Allons-nous baptiser nous-mêmes le Gino (Massimo Girotti) d' Ossessione ? Nous pouvons l'appeler, voulez-vous, le néo-réalisme italien. »
Deuxième adaptation - il en existe quatre - du roman de James Cain, Le facteur sonne toujours deux fois. Visconti, qui n'en possédait pas les droits, a dû changer le titre et ne l'a pas mentionné au générique. Il semblerait que Visconti se soit servi d'une traduction française, parue en 1936 chez Gallimard, et transmise en copies dactylographiées par Jean Renoir. « L'étude comparative des différentes versions rend évidente la profonde singularité de l'adaptation italienne qui est à la fois la moins fidèle au roman et la plus novatrice. Le film de Visconti privilégie la dimension sociale dans un monde étouffé par le conformisme fasciste. L'originalité de l'œuvre réside dans l'association de la thématique américaine, du langage français et des personnages italiens propre à faire éclater un provincialisme étriqué. » Toutes les péripéties essentielles de l'œuvre de James Cain subissent un traitement spécifique. Si le cinéaste italien met en scène une histoire profondément remaniée c'est pour « s'adapter aux conditions du lieu et des gens, les petits commerçants et les travailleurs de la basse vallée du Pô. Visconti introduit dans la dynamique de son récit des thèmes tabous comme l'adultère, le crime passionnel, le chômage, la misère, le climat policier qui règne dans le pays. Il évoque même la prostitution occasionnelle des femmes sans ressources et l'homosexualité latente qui caractérise la relation entre Gino et l'Espagnol (Elio Marcuzzo). [...] Le surnom de ce dernier personnage est également une référence à peine voilée aux Italiens qui s'enrôlèrent dans les Brigades internationales en Espagne. » Selon Jacques Lourcelles, « l'importance historique d' Ossessione est sans commune mesure avec les trois autres films et ce n'est pas en tant qu'adaptation littéraire qu'elle mérite d'être analysée. » Ensuite, il fait aussi remarquer qu'« à l'intérieur du mouvement néo-réaliste, le premier film de Visconti représente un début paradoxal et très insolite. En effet, il n'a rien de commun avec les autres films fondateurs du mouvement (Le Voleur de bicyclette, Rome, ville ouverte, Païsa) qui, en dépeignant des ruines, sont animés par un esprit de renouveau moral [...]. C'est plus comme œuvre de rupture qu' Ossessione inaugure le néo-réalisme. » Totalement à part, ce film revêt toute son importance à l'aune de la production fasciste d'un pays alors plongé dans la guerre. « Entièrement coupée du réalisme populiste qui fleurissait dès les années 1930 en Allemagne et en France, la cinématographie italienne de l'époque était submergée par les Téléphones blancs égarés dans le conformisme provincial, et les peplums historico-mythiques dont la grandiloquence alimentait l'épopée africaine d'un régime fasciné par le rêve impérial de la Rome antique. Ossessione devait rompre radicalement avec les règles du cinéma dominant. »
Le film fut censuré par les autorités fascistes qui exigèrent la destruction des négatifs, mais Visconti réussit à en sauvegarder un exemplaire. Au soir de sa vie, le cinéaste italien raconta, par ailleurs, ceci : « Nous tournions à Ferrare et j'envoyais les négatifs à Rome pour le développement et le tirage et là ils me les censuraient par avance, avant même que je puisse les voir. Par chance, à la Direction générale de la cinématographie, j'avais des amis, Eitel Monaco Attilio Riccio, qui non seulement m'avertissaient de ce qui se passait mais même, quand ils le pouvaient, m'aidaient à sortir des difficultés, me convainquant pendant ce temps d'aller de l'avant et de finir le film. »